# Eugène Baudin (homme politique)
Pour les articles homonymes, voir Baudin et Eugène Baudin.
Eugène Baudin, né le 29 août 1853 à Vierzon (Cher) et mort le 11 avril 1918 à Granges-sur-Aube (Marne), est un céramiste, militant blanquiste, membre de la Commune de Paris puis homme politique socialiste sous la Troisième République.

## Biographie

### Origines familiales et formation
Eugène Baudin et son jeune frère Ernest (1858-1951) sont nés tous deux dans le centre de poterie de Vierzon. Eugène est engagé comme ouvrier porcelainier puis deviendra par la suite directeur de production à la Manufacture nationale de Sèvres.

### De la Commune de Paris au CRC
Très jeune, il milite dans les rangs socialistes. Sa participation à la Commune de Paris en 1871 lui vaut d'être condamné. Il s'exile alors en Grande-Bretagne et ne revient qu'en 1881, après l'amnistie. Durant son exil, il travaille dans les poteries renommées de Lambeth et de Stoke-on-Trent.

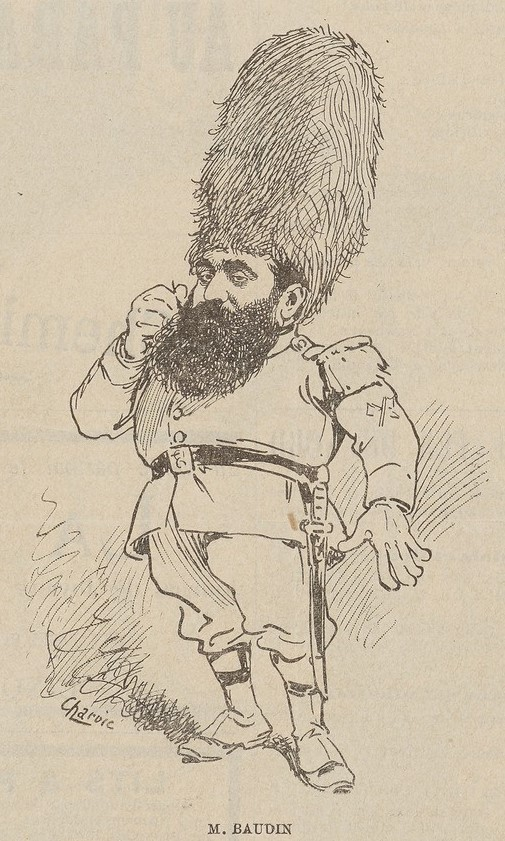
Eugène Baudin en 1892 caricaturé dans La Silhouette par Charvic.

Membre du parti blanquiste en tant qu'adhérent au Comité révolutionnaire central (CRC) aux côtés d'Édouard Vaillant, il est élu conseiller municipal de Vierzon (Cher) en 1884 puis conseiller général du canton de La Guerche en 1885, devenant le premier conseiller général socialiste du département. Soutenant une grève à Vierzon, il est condamné pour résistance armée et emprisonné. Déchu de ses droits civiques, il se fait réélire conseiller municipal de Vierzon. Tentant de participer à une session du conseil général, il se fait expulser de la salle des séances par le préfet. Déchu de son mandat, il est réélu conseiller général en 1886. Il est député du Cher de 1889 à 1898, siégeant sur les bancs socialistes. Il participe à de nombreuses manifestations et interpelle régulièrement le gouvernement sur la répression des manifestations par la police. Il ne se représente pas en 1898 et abandonne la politique.

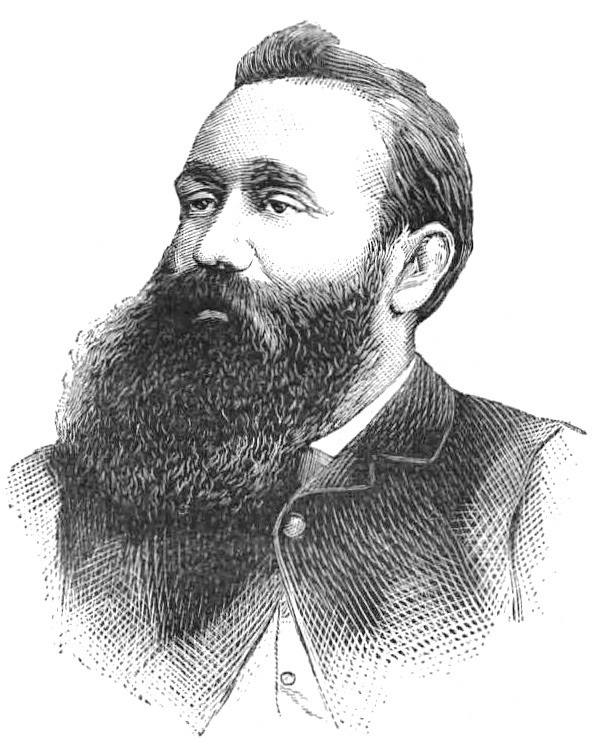
Eugène Baudin en 1893.

### Retraite
Sa mauvaise santé le conduit à s'installer sur la côte bretonne, dans le village de pêcheurs de Saint-Briac-sur-Mer la même année. C'est le début d'une production marquée par le style Art nouveau et les formes organiques. Il présente ses œuvres à l'Exposition universelle de 1900 à Paris, et à Saint-Louis lors de l'Exposition universelle de 1904. En 1906, il s'installe au Cap-d'Ail et fonde, avec les privilèges du Prince[réf. nécessaire], la "Poterie de Monaco". Sa production de grès reçoit rapidement un accueil très favorable. Ses pièces montées, avec la collaboration d'orfèvres réputés comme Alphonse Debain (actif de 1883 à 1911), Lucien Gaillard ou encore Marcel Bing, remportent les faveurs du public.
La Première guerre mondiale semble donner un coup de frein à sa production.
Son fils adoptif, Paul Alphonse (1879-1931), reprendra à sa mort la Poterie de Monaco jusqu'en 1925.

### L'artiste
En parallèle à ses engagements politiques, Eugène Baudin a toujours témoigné d'un intérêt marqué pour la production de céramique. Il s'y consacre pleinement à sa "retraite" politique en 1898. Il travaille alors furtivement à Paris, rue de Vaugirard, dans l'ancien atelier de son frère.

## Sources
- « Eugène Baudin (homme politique) », dans le Dictionnaire des parlementaires français (1889-1940), sous la direction de Jean Jolly, PUF, 1960 [détail de l’édition]
- Paul Arthur, “Les céramistes du 24, rue de la Quintinie: Baudin, Wolf, Mougin”, in Sèvres. Revue de la Société des Amis du Musée National de Céramique 20, 2011, p. 126-131.